# Nerino Galante
Anerino "Nerino" Galante (São Paulo, 14 de junho de 1906 – São Paulo, 3 de fevereiro de 1979) foi um futebolista brasileiro.

## Carreira
Grande ídolo da década de 1920 e década de 1930, Nerino Galante chegou ao Corinthians em 1928 com a a difícil responsabilidade de substituir o ídolo alvinegro Gelindo Mattiazzo, jogador que se destacara muito no alvinegro.
A primeira partida de Nerino foi contra uma equipe autodenominada "Peñarol Universitario" em um amistoso realizado no dia 1º de maio.
Em 1928, Nerino conquistou seu primeiro campeonato paulista e no ano seguinte, com a chegada de Guimarães, formou, ao lado de Munhoz, a famosa linha média bicampeã paulista em 1929 e 1930. E em 1930 conquistou o título de Campeão dos Campeões sobre o Vasco da Gama.
Ao todo foram 96 partidas com a camisa do time alvinegro, sendo que Nerino não anotou o placar em nenhuma oportunidade.

## Títulos
Corinthians
- Campeonato Paulista de 1928
- Campeonato Paulista de 1929
- Campeonato Paulista de 1930
- Campeão dos Campeões de 1930